# Aldobrandino II d’Este
Aldobrandino II d’Este (ur. po 1263, zm. w czerwcu 1326 w Bolonii) – formalny senior Ferrary od 1308 do 1317, senior Modeny od 1293 do 1308.
Urodził się jako drugi co do starszeństwa syn Obizzo II d’Este i Giacominy Fieschi, siostry papieża Hadriana V. Obizzo II chciał osadzić na tronie Ferrary najmłodszego Franciszka z pominięciem starszych synów. Ferrara stanowiła lenno papieskie. Udzielając inwestytury kolejnemu markizowi Ferrary papieże nie kierowali się prawem starszeństwa i nie uważali za konieczne udzielać następstwa w linii prostej, ale w zależności od potrzeb chwili zatwierdzali na tronie albo bastardów panującego, albo nawet jego braci. Doprowadzało do walk o władzę wewnątrz rodziny po śmierci każdego z panujących. Po śmierci Obizza II, Azzo VIII próbował objąć samodzielnie rządy nad Ferrarą, Modeną i Reggio, ostatecznie jednak musiał ustąpić wobec sprzeciwu braci i oddać Aldobrandinowi II Modenę, Lendinarę i Rovigo, a młodszemu Franciszkowi – Reggio.
Do kolejnego kryzysu doszło po śmierci Azza VIII w 1308 roku. Przed śmiercią próbował on przekazać władzę nad Ferrarą swemu wnukowi Fulko, czym wywołał sprzeciw swoich braci. Franciszek zwrócił się wówczas o pomoc do Padwy i papieża. Ostatecznie Frescowi, nieślubnemu synowi Azza, VIII udało się utrzymać w Ferrarze przy pomocy Wenecjan do października 1308 roku. W październiku jego syn Fulko wezwał na pomoc wojska weneckie. W 1310 roku Wenecjan wyparły z Ferrary wojska papieskie. Na kilka lat Ferrara znalazła się pod bezpośrednim zarządem papieża. Aldobrandino II pozostawał jedynie jej formalnym seniorem. Dodatkowo w 1308 roku utracił Modenę, której nie odzyskał aż do śmierci. Od 1308 do 1336 istniała tam republika, ostatecznie podbita przez jego dziedziców.
Na skutek powstania ludowego z 1317 roku władza została rzeczywiście przywrócona w ręce rodu d’Este. Po wypędzeniu papieskiego zarządcy w Ferrarze przywrócono signorię, którą powierzono synom Franciszka d’Este: Azzowi IX i Bertoldowi oraz synom Aldobrandina: Rinaldowi II, Mikołajowi I i Obizzowi III. Aldobrandino zmarł w 1326 roku w Bolonii.
W 1289 ożenił się z Aldą Rangoni, córką Tobiasza Rangoniego. Doczekali się czwórki dzieci:
- Alicji (zm. 1329), od 1325 żony Rinaldo dei Bonacolsi (zm. 1330), seniora Mantui w latach 1309-1328;
- Rinaldo II (zm. 1335), kondotiera, współdziedzica Ferrary i Modeny;
- Mikołaj I (zm. 1344), współdziedzica Ferrary i Modeny;
- Obizzo III (zm. 1352), współdziedzica Ferrary i Modeny.